# الجيش الرابع (فيرماخت)
الجيش الرابع (بالألمانية: Armeeoberkommando 4) جيش ميداني ألماني شارك في الحرب العالمية الثانية وأعيدت هيكلته في 27 أبريل 1945 ليحمل اسم الجيش الحادي والعشرين.

## غزو بولندا
تم تفعيل الجيش الرابع لأول مرة في 1 أغسطس 1939 تحت قيادة الجنرال غونثر فون كلوج وبدأ المشاركة الفعلية في العمليات العسكرية مع بداية الغزو النازي لبولندا كجزء من مجموعة الجيوش الشمالية تحت قيادة الجنرال فيلد مارشال فيدور فون بوك، ومع بداية تكوينه ضمّ الجيش الرابع الفيلقين الثاني والثالث مشاة علاوة على الفيلق التاسع عشر المكوّن من فرقتين مميكنتين وفرقة بانزر وكذلك فيلق حرس الحدود الأول المكوّن من فرقة مشاة عاملة وفرقتين أخرى في الاحتياط، وكانت مهمة الجيش الرابع احتلال الممر البولندي ومن ثمّ إعادة الربط بين ألمانيا وبروسيا الشرقية والتي أتمّها الجيش الرابع بنجاح، بعدها تحولت بعض عناصر الجيش الرابع إلى بوميرانيا قبل الانضمام للقوات الألمانية في وارسو.

## غزو فرنسا
شارك الجيش الرابع ضمن مجموعة الجيوش أ تحت قيادة الفيلد مارشال غيرد فون رونتشتيت خلال الهجوم على البلدان المنخفضة وفرنسا حيث تحوّل الجيش الرابع من راينلاند إلى بلجيكا، حيث عبر الجيش الرابع خط ديلى بعدها قام بتطويق قوات الحلفاء في فرنسا، وشهدت معارك غزو فرنسا مشاركة فعالة من جانب الفيلد مارشال إرفين رومل الذي عمل تحت قيادة غونثر فون كلوج والذي كان يشغل منصب جنرال المدفعية في ذلك الوقت، ومع إتمام الغزو بنجاح تمت ترقيته لرتبة فيلد مارشال بصحبة العديد من القادة الألمان في 19 يوليو 1940.

## غزو الاتحاد السوفيتي

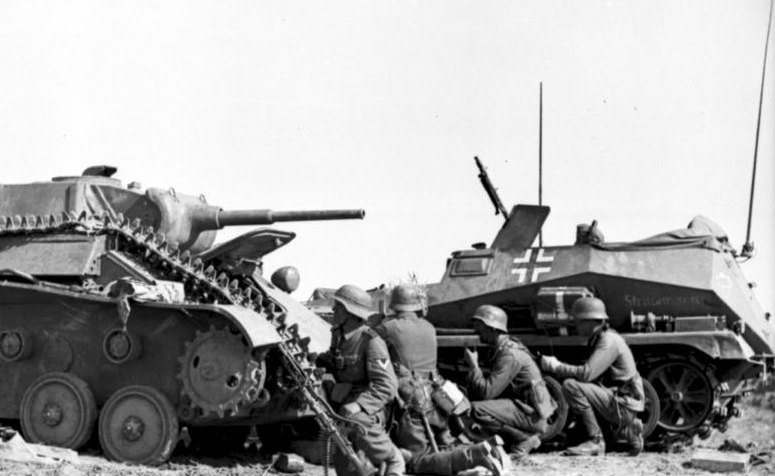
روسيا-الجنوب، تدمير دبابة روسية

وبحلول عام 1941 شارك الجيش الرابع في عملية بارباروسا كجزء من مجموعة الجيوش الوسطى وكانت مهمته خلال الغزو الإيقاع بأكبر عدد ممكن من القوات السوفيتية حول مينسك، وبالفعل أنهى الجيش الرابع مهمته بنجاح وتمكّن من احتلال سمولينسك على الرغم من سوء حالة شبكة الطرق التي عطّلت تقدّم الجيش الرابع، وبحلول 19 ديسمبر 1941 أقدمت المارشالات فيدور فون بوك وغونثر فون كلوج وفالتر فون براوخيتش وحلّ الجنرال لودفيغ كوبلر محل فون كلوج في قيادة الجيش الرابع.
وبعد الشروع في تنفيذ الحالة الزرقاء، تجمّعت القوات الألمانية في الجنوب ولم يشارك الجيش الرابع أو مجموعة الجيوش الوسطى ككل في أي عمليات فعلية، وبحلول عام 1943 عندما بدأت مجموعة الجيوش الوسطى في الانسحاب أُجبر الجيش الرابع هو الأخر على التراجع بقواته إلى الخلف، ومع بداية الجيش الأحمر في تنفيذ هجومه الخريفي لعام 1943 والذي عُرف باسم عملية سوفوروف أضطر الجيش الرابع إلى الانسحاب حتى خط أورشا-فيتيبسك.

## عملية باغراتيون
ظلّ الجيش الرابع تمسّكه بمواقعه الدفاعية شرق أورشا وموغيليوف ببيلاروسيا، ومع بداية الهجوم السوفيتي الصيفي بعملية باغراتيون جائت النتائج مأساوية بالنسبة للفيرماخت والجيش الرابع فمع بداية العمليات في 22 يونيو بدأ الهجوم السوفيتي الموسّع والذي انتهى بحصر الجيش الرابع في جيب شرق مينسك حتى بدأ إبادة الجيش خلال الأسبوع الأول من شهر يوليو ولم تتمكن سوى وحدات قليلة فقط من الفرار غربًا في محاولة فاشلة منهم في الحفاظ على خطوط الجبهة الألمانية بقية فصل الصيف مما دفع القيادة العليا للجيوش الألمانية لإعادة هيكلة الجيش الرابع.

## بروسيا الشرقية
عمل الجيش الرابع طوال الفترة من أواخر عام 1944 حتى الربع الأول من عام 1945 تحت قيادة الجنرال فريدريتش هوسباخ وأُكلت إليه مهمة حماية حدود بروسيا الشرقية، ومع بداية الهجوم السوفيتي في 13 يناير بدأ الجيش الرابع في التراجع غربًا بشكل منظم حتى ساحل بحر البلطيق خاصة مع زيادة المخاوف من تعرّض الجيش للتطويق وعليه قام القائدان فريدريتش هوسباخ وغيورغ-هانز راينهارت قائد مجموعة الجيوش الوسطى إلى الخروج من بروسيا الشرقية (مخالفةً للأوامر الصادرة إليهم مسبقًا مما عرّضهم للعزل من منصبيهما) عن طريق مهاجمة إلبلونغ غير أن القوات السوفيتية تمكنت من صد هذا الهجوم وتطويق الجيش الرابع للمرة الثانية فيما عُرف باسم جيب هايليغنبايل.
استمر الجيش الرابع في التمسّك بمواقعة عند هور فيستولا حتى الهجوم السوفيتي الكاسح أواخر مارس 1945، ومع نهاية المعارك انضمت البقية الباقية من الجيش الرابع إلى مجموعة جيوش بروسيا الشرقية تحت قيادة جنرال البانزر ديتريش فون ساوكين والذي استسلم للقوات السوفيتية مع نهاية الحرب.

## القادة
- الجنرال فيلد مارشال غونثر فون كلوج (1 أغسطس 1939 - 19 ديسمبر 1941)
- جنرال القوات الجبلية لودفيغ كوبلر (19 ديسمبر 1941 - 20 يناير 1942)
- الكولونيل العام غوتهارد هاينريكي (20 يناير 1942 - 6 يونيو 1942)
- الكولونيل العام هانز فون سالموت (6 يونيو 1942 - 15 يوليو 1942)
- الكولونيل العام غوتهارد هاينريكي (15 يوليو 1942 - ؟ يونيو 1943)
- الكولونيل العام هانز فون سالموت (؟ يونيو 1943 - 13 يوليو 1943)
- الكولونيل العام غوتهارد هاينريكي (13 يوليو 1943 - 4 يونيو 1944)
- جنرال المشاة كيرت فون تيبيلسكيرخ (4 يونيو 1944 - 30 يونيو 1944)
- الفريق فينتشينز مولر (30 يونيو 1944 - 7 يوليو 1944)
- جنرال المشاة كيرت فون تيبيلسكيرخ (7 يوليو 1944 - 18 يوليو 1944)
- جنرال المشاة فريدريتش هوسباخ (18 يوليو 1944 - 29 يناير 1945)
- جنرال المشاة فريدريتش-فيلهلم مولر (29 يناير 1945 - 27 أبريل 1945)